# Сан-Кріштован-де-Селю
Сан-Кріштован-де-Селю (порт. São Cristovão de Selho; МФА: [ˈsɐ̃w kɾɨʃ.tu.ˈvɐ̃w dɨ ˈsɐ.ʎu]) — парафія в Португалії, у муніципалітеті Гімарайнш. Розташована в північно-західній частині країни, на теренах історичної португальської провінції Дору-Міню. Входить до складу округу Брага. За адміністративним поділом, чинним до 1976 року, терени парафії були складовою провінції Міню. Належить до Бразької архідіоцезії Католицької церкви. Патрон — святий Христофор. Площа — 2,6643 км². Населення — 2357 ос. (2011). Сильно урбанізований регіон. Густота населення — 884,66 осіб/км²
. Код — 030850.

## Назва
- Селю (Сан-Кріштован) (порт. Selho (São Cristovão)) — офіційна назва.

## Населення
| Кількість мешканців | Кількість мешканців | Кількість мешканців | Кількість мешканців | Кількість мешканців | Кількість мешканців | Кількість мешканців | Кількість мешканців | Кількість мешканців | Кількість мешканців | Кількість мешканців | Кількість мешканців | Кількість мешканців | Кількість мешканців | Кількість мешканців |
| ------------------- | ------------------- | ------------------- | ------------------- | ------------------- | ------------------- | ------------------- | ------------------- | ------------------- | ------------------- | ------------------- | ------------------- | ------------------- | ------------------- | ------------------- |
| 1864                | 1878                | 1890                | 1900                | 1911                | 1920                | 1930                | 1940                | 1950                | 1960                | 1970                | 1981                | 1991                | 2001                | 2011                |
| 332                 | 305                 | 327                 | 461                 | 385                 | 342                 | 565                 | 881                 | 1 132               | 1 834               | 2 064               | 2 385               | 2 159               | 2 569               | 2 380               |